# Sant Quiri (Pobellà i Ancs)
Sant Quiri és una ermita just al límit dels termes municipals actuals de la Torre de Cabdella, del Pallars Jussà (antic terme de Mont-ros) i Baix Pallars, del Pallars Sobirà (antic terme de Montcortès de Pallars). Aquesta particular situació de la capella fa que sigui reivindicada com a pròpia tant pels habitants de Pobellà, del Pallars Jussà, com pels d'Ancs (Pallars Sobirà). Tots dos pobles la consideren seva. Ara bé, des d'una posició menys interessada, a l'àmbit acadèmic és sempre inclosa en el Pallars Sobirà, i no hi sol aparèixer l'apel·latiu de Pobellà, ja que se sol denominar amb el nom del sant, i prou: Sant Quiri. De fet, en tots els mapes on apareixen els límits municipals, l'ermita apareix, per molt poc, en terme de Montcortès de Pallars (o sigui, de Baix Pallars, actualment). Situada al Tossal de Sant Quiri de 1.834,2 metres d'altitud, l'ermita de Sant Quiri s'aixeca quasi en la mateixa línia que divideix les comarques del Pallars Jussà, a l'oest, i el Pallars Sobirà, a l'est.
L'edifici és una senzilla cabana amb una teulada de pissarra de dos aiguavessos. El diumenge de festa major, a Pobellà, amb gran germanor, es fa l'aplec de Sant Quiri. Tot el poble puja a dalt del tossal i se celebra la Santa Missa al costat de la capella de Sant Quiri. A continuació es beneeix el terme. Un cop finalitzada la Santa Missa, es baixa a dinar a la Font dels Pous, a cinc minuts del poble.